# Sjosja (vattendrag i Vitryssland)
Sjosja (vitryska: Шоша) är ett vattendrag i Belarus.   Det ligger i voblasten Vitsebsks voblast, i den norra delen av landet, 150 km norr om huvudstaden Minsk. Sjosja ligger vid sjön Vozera Plіsa.
I omgivningarna runt Sjosja växer i huvudsak blandskog. Runt Sjosja är det ganska glesbefolkat, med 27 invånare per kvadratkilometer.